# Rational (McMullen)
Rational war eine britische Automobilmarke, die 1910–1911 von K. J. McMullen in Brimpton (Berkshire) gebaut wurde.
Es gab zwei verschiedene Modelle, luxuriöse Tourenwagen gewöhnlicher Konstruktion. Beide Modelle waren mit Einzylindermotoren von Fafnir mit 500 cm³ Hubraum ausgestattet, die in einem Falle zu einem V4-Motor zusammengesetzt waren, im anderen Falle zu einem V6-Motor.

## Quelle
- David Culshaw & Peter Horrobin: The Complete Catalogue of British Cars 1895–1975. Veloce Publishing plc. Dorchester (1997). ISBN 1-874105-93-6